# 서울시복지재단
재단법인 서울시복지재단(Seoul Welfare Foundation)은 서울 시민의 복리증진을 위해 2003년에 서울시에서 설립한 기관이다. 서울시 복지정책 기초연구와 신규 복지 프로그램 시범사업, 사회복지시설 평가 등을 기본 업무로 하고 있으며, 희망플러스통장, 희망두배 청년통장, 서울시 중증장애인 이룸통장 등 서울시의 취약계층 대상 복지프로그램을 개발하여 운영하고 있다. 재단 내에 서울사회복지공익법센터, 서울금융복지상담센터, 서울복지교육센터 등을 두고 있다. 서울특별시 마포구 백범로31길 21 서울복지타운의 5층(회의실)과 8~10층을 사무실로 쓰고 있다.

## 주요 사업
① 복지정책 및 모델 연구개발 : 2016년 연구개발팀은 서울시 고독사 실태 등 22건의 연구과제를 수행했다. 2017년에는 서울시민복지기준선 성과평가 연구를 비롯하여 19건의 연구과제를 진행했다. 2018년에는 서울시복지정책 평가 및 중장기 발전방안 연구 등 24건의 연구과제를 진행했다. 2019년에는 서울형 평가 매뉴얼 개발 등 28건의 연구과제를 진행했다. 2020년에는 서울시노인실태조사 등 31건의 연구과제를 진행했다. 2021년에는 사회복지시설 감염병 대응 위기관리체계 구축방안 연구 등 24건의 연구과제를 진행했다. 정기간행물로 월간 <복지이슈 Today>를 발간하고 있다.
② 복지시설 역량강화 : 서울시복지재단은 복지시설 평가 인증, 복지기관 컨설팅, 기능보강사업 타당성 검토 등 사회복지시설의 효율적 운영을 지원하는 다양한 사업을 시행하고 있다. 또한 각종 교육과 정보공유 시스템을 통해 사회복지사들의 역량강화를 지원하고 있다. 서울시복지재단이 만든 지식공유 사이트 <공유복지 플랫폼 WISH>에는 2021년 현재 2만1000여명의 개인회원과 1000여 파트너 기관이 참여하여 각종 지식과 정보를 나누고 있으며, 2만8000여건의 콘텐츠가 올라가 있다. 각종 연구자료와 보고서 등을 검색하려면 공유복지 플랫폼 WISH의 자료실을 이용하면 된다.
③ 지역사회복지 지원 : 마을공동체지향 복지관, 서울형 임차보증금 지원, 나눔이웃 활성화 사업, 민간자원 네트워크 운영 및 나눔문화 활성화 사업 등 다양한 지역사회 조직화 활동을 지원하고 있으며, 각종 민간자원 협력사업 모델을 개발하여 지역중심의 자원 네트워크가 활성화되도록 노력하고 있다. 또한 동 단위의 공공복지 전달체계를 강화하고 공동체성을 회복하기 위한 서울시 '찾아가는 동주민센터'의 안정적 발전을 지원하기 위해 찾아가는동주민센터추진지원단을 운영하고 있다. 
④ 맞춤형복지 지원 : 서울시복지재단은 서울사회복지공익법센터와 서울금융복지상담센터를 설치하여 새로운 영역에서 시민의 복지권을 증진시키고 있다. 또한 저소득층과 청년, 장애인의 자립 지원을 위해 희망플러스통장, 꿈나래통장, 희망두배 청년통장, 이룸통장 등을 운영하고 있다.

## 연혁
- 2003년 : 12월 서울복지재단 설립 및 업무 개시(종로구 소송동 146-2)
- 2004년 : 7월 초대 박미석 대표이사 및 차흥봉 이사장 취임
- 2005년 : 3월 사회복지시설 종사자 교육 시작, 12월 청사 이전(종로구 송월길 52)
- 2006년 : 2월 사회복지시설 경영컨설팅 사업 전국 최초 실시, 4월 사회복지시설 인증사업 시범 실시
- 2007년 : 11월 희망플러스통장 100가구 시범사업 실시
- 2008년 : 8월 아름다운 이웃 서울디딤돌 사업 출범, 12월 서울복지재단에서 서울시복지재단으로 명칭 변경
- 2009년 : 1월 희망플러스통장, 꿈나래통장 사업 서울시 공식 사업으로 본격 출범(2000가구)
- 2010년 : 5월 장애인전환지원서비스센터 개소, 희망플러스통장 유엔(UN) 공공행정상 수상
- 2011년 : 12월 장애인가족지원센터 개소
- 2012년 : 7월 서울복지법률지원단 개소
- 2013년 : 7월 서울금융복지상담센터 개소
- 2014년 : 4월 서울사회복지공익법센터 개소, 12월 찾아가는 동주민센터 추진지원단 설치
- 2015년 : 8월 희망두배 청년통장 사업 개시
- 2016년 : 6월 세계사회복지대회 공동주관(코엑스)
- 2017년 : 1월 청사 이전(마포구 백범로31길 21)
- 2018년 : 8월 서울시 중증장애인 이룸통장 사업 개시
- 2019년 : 1월 서울복지교육센터 개소

## 조직
- 감사실
- 소통전략관
- 정책연구실
- 서울사회복지공익법센터
- 서울금융복지상담센터
- 서울복지교육센터
- 서비스품질관리본부
- 지역복지통합본부
- 경영기획실 등